# Neunkirchen (Austria)
Neunkirchen è un comune austriaco di 12 615 abitanti nel distretto di Neunkirchen, in Bassa Austria, del quale è capoluogo; ha lo status di città capoluogo di distretto (Bezirkshauptstadt). Nel 1969 ha inglobato i comuni soppressi di Mollram e Peisching.